# 스타드 드 라 보주아르
스타드 드 라 보주아르 - 루이 퐁테노(프랑스어: Stade de La Beaujoire - Louis Fonteneau)는 프랑스 낭트에 있는 축구 겸 럭비 경기장으로, 흔히 라 보주아르(La Beaujoire)라는 이름으로 부르기도 한다. FC 낭트의 홈 구장으로 사용되고 있으며 35,322명을 수용할 수 있다. UEFA 유로 1984와 1998년 FIFA 월드컵, 2007년 럭비 월드컵 경기장으로 선정되었다.